# دایدو موریاما
دایدو موریاما (انگلیسی: Daidō Moriyama؛ زادهٔ ۱۰ اکتبر ۱۹۳۸) عکاس اهل ژاپن است.